# Ряснянська волость
Ряснянська волость — адміністративно-територіальна одиниця Охтирського повіту Харківської губернії.

Найбільші поселення волості станом на 1914 рік:
- село Рясне — 2014 мешканців;
- село Пушкарне — 7661 мешканець.

Старшиної волості був Пестриченко Дмитро Миколайович, волосним писарем — Гонтарь Григорій Іванович, головою волосного суду — Силенко Петро Борисович.